# Víctor Patiño Fómeque
Víctor Julio Patiño Fómeque (31 de enero de 1959) alias La Fiera o El Químico, es un narcotraficante colombiano exmiembro del Cartel de Cali y posteriormente del Cartel del Norte del Valle. 
Patiño fue extraditado a los Estados Unidos donde, después de negociar con la justicia de dicho país, actualmente se encuentra en libertad después de ser deportado a Colombia al cumplir su condena. La Fiera es medio hermano de Luis Alfonso Ocampo Tocayo quien también fuera miembro del Cartel del Norte del Valle, Ocampo fue torturado y asesinado por Juan Carlos Ramírez Abadía, al descubrir que estaba colaborando con agencias estadounidenses.

## Biografía
Es conocido con el alias de El Químico, un expolicía que en 1987 comienza a saberse de él en el mundo de la mafia y quien llegó a ser el más importante transportador de cocaína desde Buenaventura y Tumaco hacía el exterior.
Se entregó a las autoridades colombianas el 24 de junio de 1995 aun siendo miembro activo del Cartel del Norte del Valle, el 13 de febrero de 1996 fue condenado a 12 años, tras recuperar su libertad fue extraditado a Estados Unidos el 6 de diciembre de 2002 al ser requerido por los cargos de conspiración y narcotráfico por una Corte del Estado de Florida.
De acuerdo con un informe de las autoridades estadounidenses, Víctor Patiño era el líder de una organización dedicada al tráfico de estupefacientes desde 1987. Sin embargo, la solicitud hace referencia a hechos cometidos después del 17 de diciembre de 1997.
En su primera etapa en el narcotráfico, Patiño trabajó para el Cartel de Cali, después de la desarticulación de este se estableció con propia organización en alianza con Juan Carlos Ramírez Abadía, alias Chupeta y con su medio hermano, Luis Alfonso Ocampo Fómeque, en lo que para entonces se comenzaba a conocer como el Cartel del Norte del Valle. Según la acusación, mientras se encontraba encarcelado continuó con sus actividades, a través del uso de una organización bien establecida, la cual recibiría ayuda de funcionarios corruptos del gobierno así como a través del uso de la violencia y las amenazas.
En Estados Unidos decidió colaborar con las autoridades convirtiéndose en testigo clave para la DEA aportando información para desmantelar los carteles de la droga en Colombia. La colaboración de Patiño Fómeque con la justicia norteamericana ocasionó que sus antiguos aliados iniciaran una sangrienta venganza que acabó con 35 de sus familiares, socios, abogados, fiscales, contadores y amigos incluido su medio hermano Luis Alfonso Ocampo Fómeque, también narcotraficante.
En junio de 2008 se conoció que Patiño habría negociado su condena y que quedaría en libertad tras haber ingresado al programa de protección a testigos y haber delatado a narcotraficantes de alto rango del Cartel del Norte del Valle como alias Chupeta y Diego Montoya, alias Don Diego; igualmente se sabe que delató a varios políticos colombianos.
Algunas versiones de exparamilitares señalaban que Patiño pactó una alianza con la banda criminal Clan Úsuga para destruir a la banda rival Los Rastrojos con la intención de exterminar a los sobrantes del Cartel del Norte del Valle como venganza por la muerte de él su medio hermano alias Tocayo, por lo que se presumió fuera el autor intelectual del asesinato de Lorena Henao, hermana de su antiguo socio Orlando Henao. Se llegó a especular que después de haber arribado nuevamente al territorio colombiano, habría seguido con su accionar delictivo, o quizás había sido asesinado por ser un delator, posteriormente se supo que se encuentra refugiado en Estados Unidos, desde donde le envió una carta al entonces fiscal general de Colombia, Eduardo Montealegre, donde anunció que no volvía a declarar en ningún proceso judicial argumentando que ya dijo todo lo que podía saber ante las autoridades respectivas.